# Bomba Eaton

Un Gerotor, la imatge no mostra l'entrada ni la sortida del fluid. Una bomba tipus Eaton és una variant d'aquest sistema.

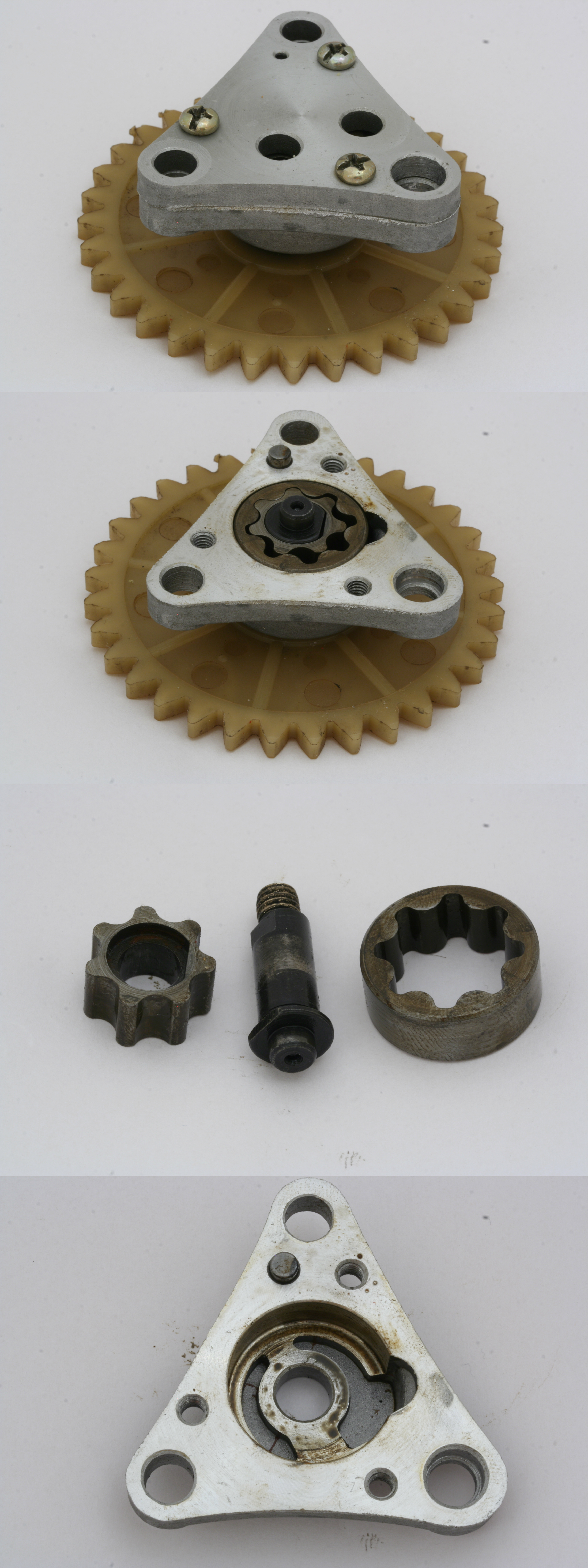
Bomba d'oli d'un motor de scooter de tipus Eaton desmuntada. Engranatge intern de 7 lòbuls, engranatge extern de 8 lòbuls.

Una bomba d'oli tipus Eaton era la denominació habitual d'una bomba d´oli per a motors de combustió interna dissenyada segons els principis d'una bomba gerotor o trocoidal. Per a ser més precisos caldria dir hipotrocoidal. Una altra designació és la de bomba de rotor excèntric, contraposada a les bombes d'engranatge o de paletes per a fer el mateix servei.

## Història
Les bombes Gerotor es remunten a l'any 1927 quan Myron Francis Hill (membre de les institucions Society of Naval Architects and Marine Engineers, N. Y. Academy of Sciences, i Harvard Engineering Society) va publicar el llibre “Kinematics of gerotors”. En aquesta obra esmentava els treballs previs de Galloway (1787), de Nash i Tilden (1879), de Cooley (1900), del professor Lilly de la Dublin University (1915) i de Feuerheed (1918). Aquests investigadors estudiaren bombes de desplaçament positiu basades en el moviment relatiu intern d'una roda dentada exteriorment respecte d'una roda exterior (amb dentat interior) amb una dent més que la roda interior. Es tractava de bombes d'engranatge amb dentat clàssic (forma de les dents similar a la de les rodes dentades usades en  transmissió de potència).
Myron Hill va proposar una altra forma de les “dents” basada en les curves trocoidals. I va anomenar aquesta variant Ge-Rotor (de “Generated Rotor”, rotor generat). L'any 1947 va publicar un segon llibre: “Kinematics of Gerotors, Rotoids and Gears." 
Algunes de les patents de Myron Hill sobre el tema foren les següents:
- U.S. Patent 1,682,563 (1928)[1]
- U.S. Patent 2,011,338 (1922)[2]
- U.S. Patent 2,091,317 (1934)[3]

Un sistema gerotor, un gerotor, pot funcionar amb líquids i gasos. Si rep potència funciona com una bomba o compressor (donant pressió al fluid). Si el que rep és un fluid a pressió funciona com un motor. Es tracta d'un mecanisme reversible.

### La firma Eaton s'introdueix a Europa
L'any 1946 la companyia americana Eaton va comprar una part minoritària de les accions de la companyia anglesa Hobourn.

## Exemples d'ús de la denominació

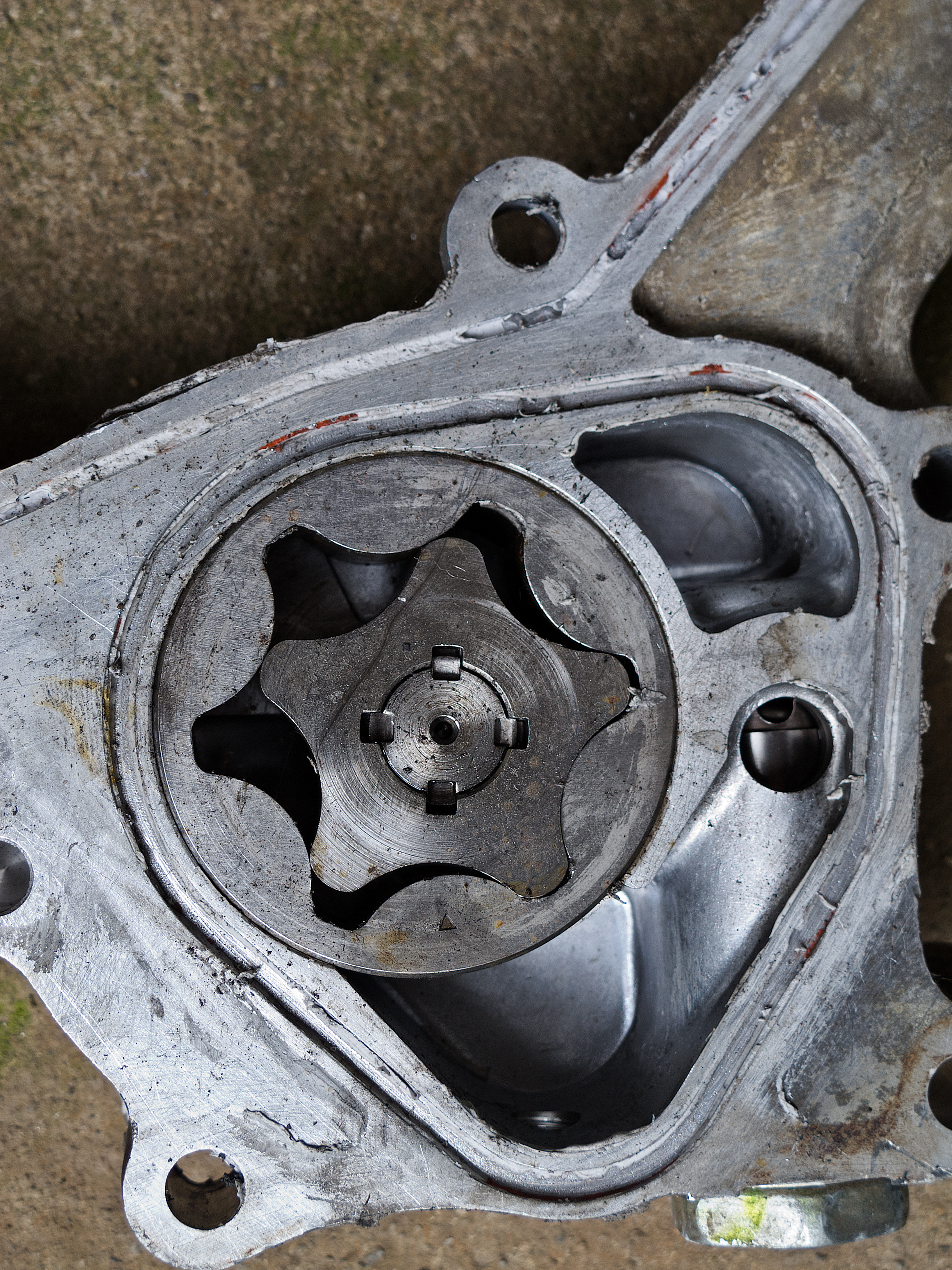
Bomba del tipus Eaton del Toyota Coaster.

En llibres tècnics l'expressió “bomba del tipus Eaton”, referida a bombes d'oli per a lubricació dels motors és relativament freqüent. Alguns exemples a continuació:
- 1992: How to Restore Your BMW Twin, 1955-1985, Mick Walker.[5]
- 1999: Moto Guzzi Twins Restoration, Mick Walker.[6]
- 2002: Le véhicule automobile: Structure, motorisation et ses périphériques, systèmes électriques; Jean Reynaud, Christian Babillon.[7]
- 2008: How to Build Motorcycle-engined Racing Cars, Tony Pashley.[8]
- 2010: Automotive Transmissions: Fundamentals, Selection, Design and ...; Harald Naunheimer, Bernd Bertsche, Joachim Ryborz - 2010 “Annular Gear Pump (Gerotor). The annular gear pump (often called Eaton pump or gerotor) is also a common pump type in automatic ...”.[9]
- 2016. Empresa italiana TUTTO RETTIFICHE.[10]

## Casos particulars documentats

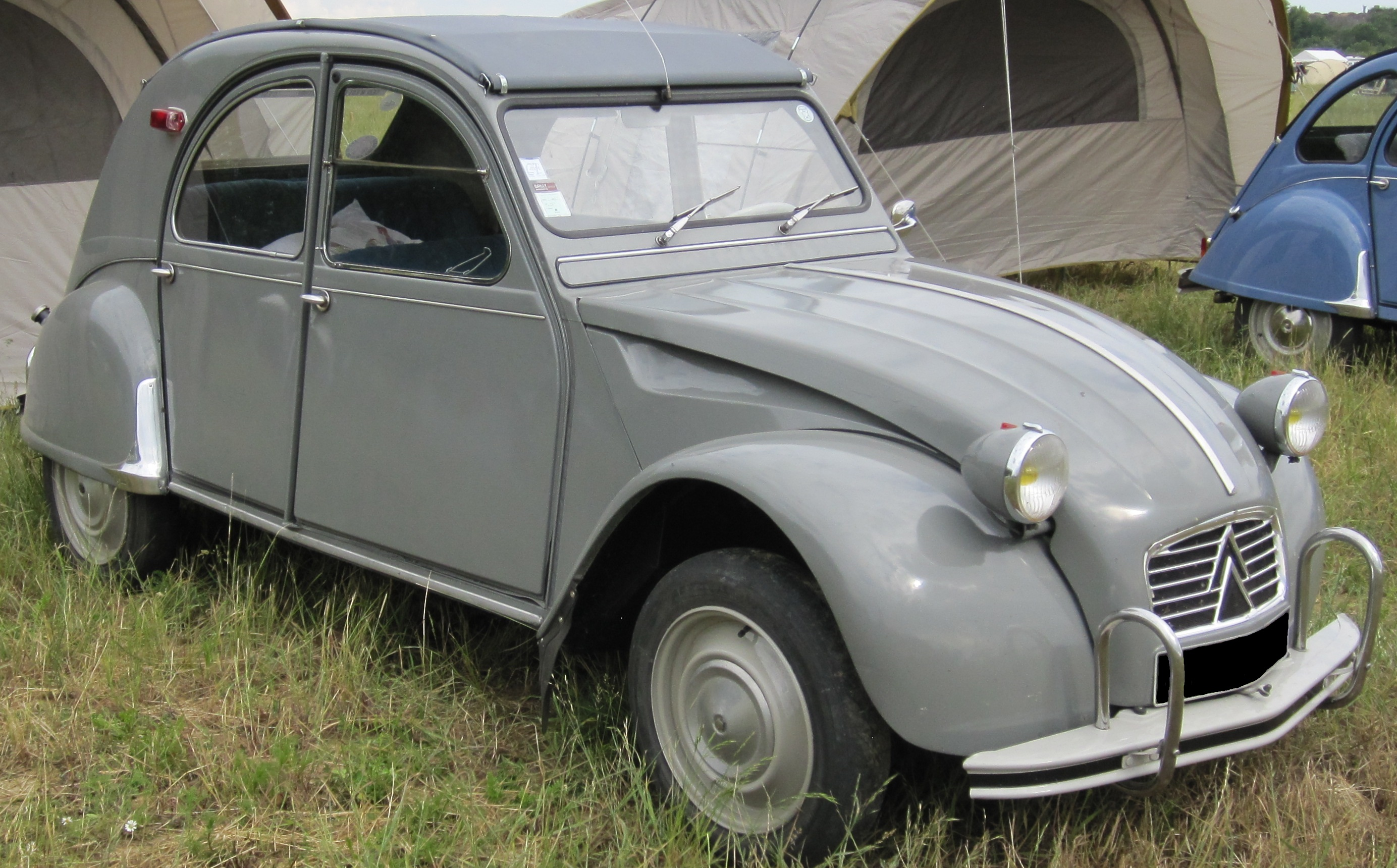
Citroën 2CV de 1965

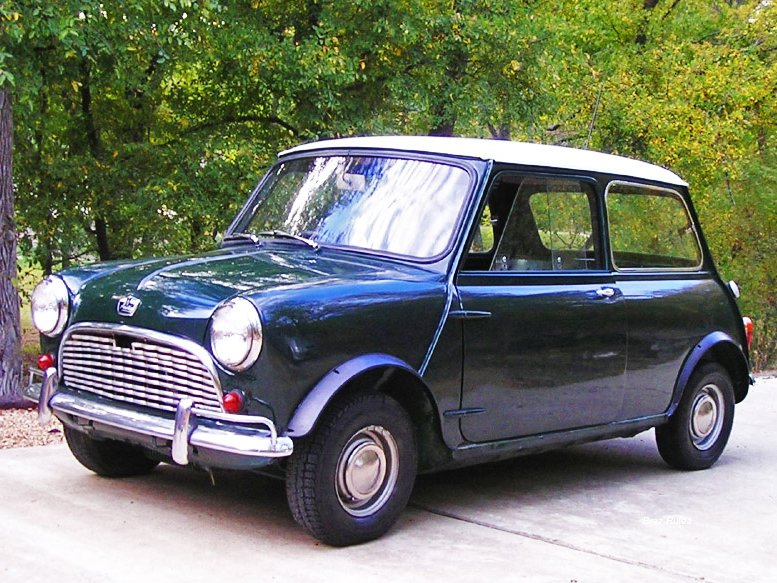
Un Mini de 1963

### Citroën 2CV
Des de 1963 el Citroën 2CV va muntar una bomba d'oli tipus Eaton. De 4 lòbuls interns / 5 lòbuls externs.

### Mini
En els automòbils Mini, des de l'any 1961, la bomba de l'oli del motor era del tipus Eaton. Hi havia dos subministradors: Houborn-Eaton i Concentric.
Hi havia models amb rotor central de 3 lòbuls i altres amb 5 lòbuls.

### Mini Cooper
Segons la referència adjunta els Mini Cooper model II podien emprar dos tipus de bombes d'oli: la Burman (bomba concèntrica de paletes) o la Hobourn-Eaton (“rotor type pump”).

### Motos BMW

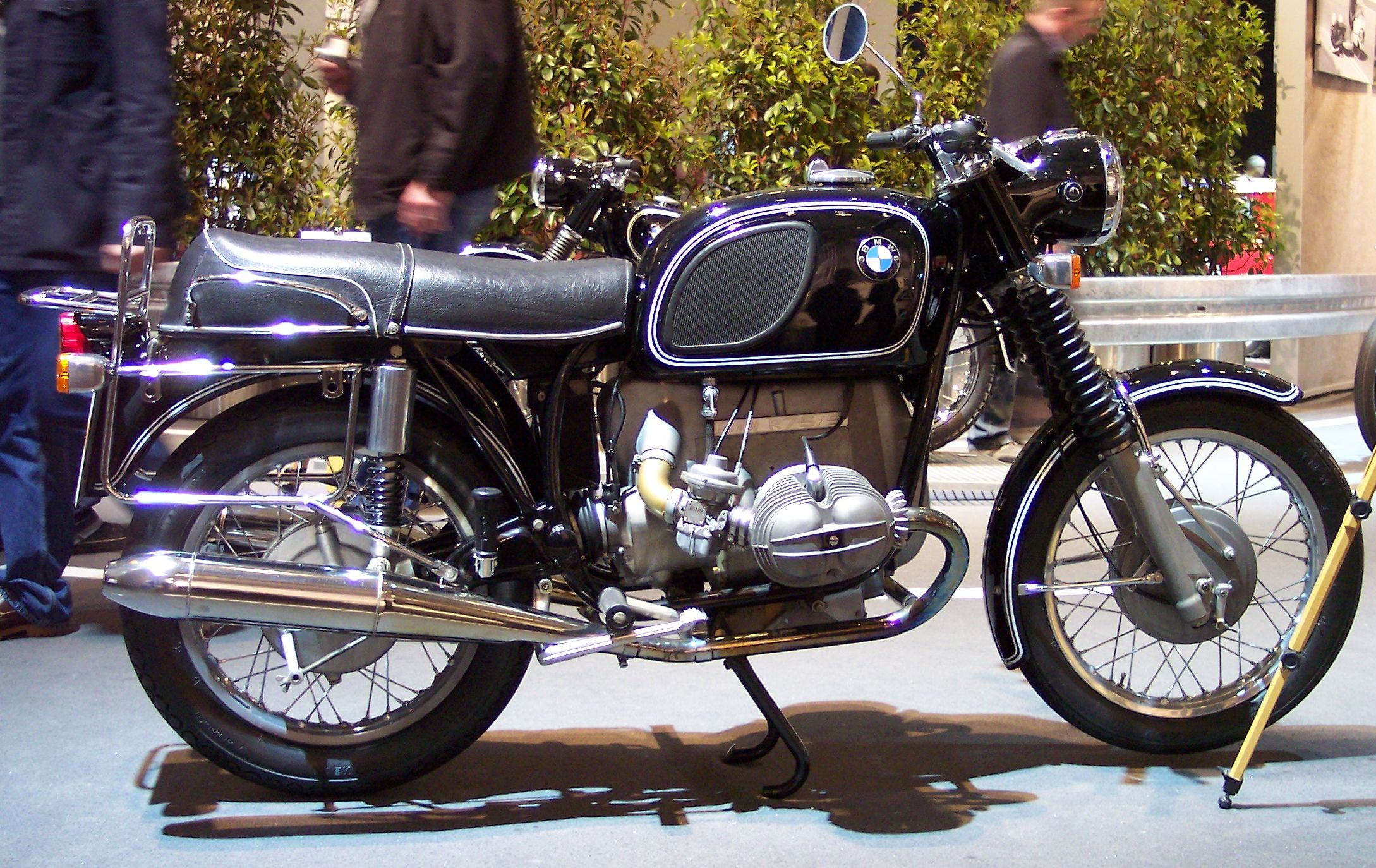
BMW R75-5

L'any 1970 la fàbrica BMW va llançar la  sèrie 5 de motocicletes. L'antiga bomba d'oli d'engranatges fou substituïda per una bomba de tipus Eaton també anomenada trocoidal (de fet caldria concretar i dir “hipotrocoidal”) o de rotor.
Aquelles bombes tenien 4 lòbuls centrals i 5 a la perifèria.
Fou la primera marca de motocicletes en usar aquesta mena de bombes d'oli.

### Lotus Elan 1962-1973
Els automòbils esportius Lotus Elan podien anar equipats amb dos models de bombes. Ambdós models estaven fabricats per la firma Hobourn-Eaton i eren del tipus bi-rotor.